# Faro van Meaux
De heilige Faro van Meaux was een Frankisch edelman en bisschop uit de zevende eeuw. Hij was gehuwd, maar zou in overeenstemming met zijn vrouw een celibatair leven zijn gaan leiden. Hij werd monnik en later bisschop van Meaux. In die hoedanigheid schonk hij zijn vriend, de heilige Fiacrius, land om een klooster te stichten. Faro was van regionaal belang voor de verspreiding van het christendom. 
Ook zijn zuster Burgondofara en broer Cagnoald waren regionale heiligen.
- Gemeinsame Normdatei: 100941141
- Nationale Bibliotheek van Tsjechië: kup19980000026321
- Virtual International Authority File: 84483777
- WorldCat: E39PBJckTdGc9kqYkwV9KRhT73